# Bēylul Bahir Selat'ē
Bēylul Bahir Selat'ē är en vik i Eritrea.   Den ligger i regionen Södra rödahavsregionen, i den sydöstra delen av landet, 400 km sydost om huvudstaden Asmara.